# Ludowe Siły Zbrojne Eloy Alfaro – Alfaro Żyje

Symbol organizacji

Ludowe Siły Zbrojne Eloy Alfaro – Alfaro Żyje (hiszp. Fuerzas Armadas Populares Eloy Alfaro – Alfaro Vive Carajo!, AVC) – grupa partyzancka z Ekwadoru.

## Nazwa
Organizacja jako patrona obrała historycznego prezydenta Ekwadoru Eloya Alfaro.

## Historia
Formacja powstała w 1983 roku. Prowadziła działalność partyzancko-terrorystyczną. Działania policji ekwadorskiej w latach 1986-1987 doprowadziły do rozbicia grupy. W kwietniu 1989 roku niedobitki AVC zawarły z rządem porozumienie o zakończeniu działalności zbrojnej.

## Kontakty zagraniczne
Niektórzy liderzy AVC oskarżani byli o powiązania z rządami Kuby i Nikaragui. Według ekwadorskiej policji członkowie grupy mieli przejść szkolenia w Libii.
Organizacja utrzymywała relacje z kolumbijskim Ruchem 19 Kwietnia (M-19). Członkowie AVC byli szkoleni w Kolumbii przez członków M-19. Ponadto uczestniczyli oni w działaniach zbrojnych podejmowanych przez kolumbijską partyzantkę.

## Liczebność
Liczyły od 200 do 300 członków.

## Ideologia
Były grupą lewicową.